# Panacanthus spinosus
Panacanthus spinosus är en insektsart som beskrevs av Ludwig Redtenbacher 1891. Panacanthus spinosus ingår i släktet Panacanthus och familjen vårtbitare. Inga underarter finns listade i Catalogue of Life.